# Antepipona luzonensis
Antepipona luzonensis är en stekelart som först beskrevs av Sievert Allen Rohwer 1919.  Antepipona luzonensis ingår i släktet Antepipona och familjen Eumenidae. Inga underarter finns listade i Catalogue of Life.